# Wyzyrka
Wyzyrka (ukr. Визирка) – wieś na Ukrainie, w obwodzie odeskim, w rejonie odeskim, siedziba hromady. W 2001 liczyła 1175 mieszkańców, spośród których 999 wskazało jako ojczysty język ukraiński, 135 rosyjski, 30 mołdawski, 1 rumuński, 2 białoruski, 1 ormiański, 4 gagauski, a 3 inny.